# Doug Collins (politicus)
Douglas Allen (Doug) Collins (Gainesville (Georgia), 16 augustus 1966) is een Amerikaans politicus van de Republikeinse Partij. Tussen 2013 en 2021 was hij lid van het Huis van Afgevaardigden namens het 9e congresdistrict van Georgia. Daarvoor was hij lid van het Huis van Afgevaardigden van Georgia namens het 27e kiesdistrict tussen 2007 en 2013. Collins dient tevens als aalmoezenier bij de reservisten van de United States Air Force met de rang van luitenant-kolonel.

## Vroege leven
Collins is geboren in Gainesville, Georgia en ging naar de middelbare school bij de North Hall High School. Hij studeerde vervolgens aan de North Georgia College & State University, waar hij in 1988 een Bachelor of Arts in politieke wetenschappen en strafrecht behaalde. Hij studeerde tevens aan het New Orleans Baptist Theological Seminary en behaalde daar een Master of Divinity (een theologische graad) in 1996. Collins promoveerde ook als Juris Doctor aan de John Marshall Law School in Atlanta (een private rechtenfaculteit), in 2007.
Collins was stagiair voor congreslid Ed Jenkins uit Georgia, waarna hij enige tijd als verkoper werkte en veiligheidsproducten voor gevaarlijke stoffen verkocht aan de staat en lokale overheden. Van 1994 tot 2005 was Collins een senior pastor bij Chicopee Baptist Church, terwijl hij mede-eigenaar was van een plakboekwinkel met zijn vrouw Lisa. Collins werkte als advocaat en is sinds 2010 managing partner bij het advocatenkantoor Collins en Csider.

## Militaire dienst
Aan het einde van de jaren tachtig diende Collins twee jaar bij de marine van de Verenigde Staten als aalmoezenier. Na de terroristische aanslagen van 9/11 trad Collins toe tot het reservistenkorps van de luchtmacht, waar hij momenteel dienst doet als aalmoezenier met de rang van luitenant-kolonel. Als lid van de 94th Airlift Wing werd Collins in 2008 gedurende vijf maanden op de Balad Air Base uitgezonden tijdens de oorlog in Irak.

## Huis van Afgevaardigden van Georgia

### Verkiezingen
Collins diende drie termijnen in het Huis van Afgevaardigden van Georgia, waar hij het 27e kiesdistrict vertegenwoordigde tussen 2007 en 2013. Hij stelde zich kandidaat nadat zijn voorganger Stacey Reece zich kandidaat stelde voor de senaat van de staat. Hij won zowel de voor- als de algemene verkiezingen zonder tegenstand. Ook in 2008 en 2010 was er geen tegenkandidaat.

### Ambtsperiode
In 2011 sponsorde Collins een plan van gouverneur Deal om het Hope Scholarship-programma van Georgia te hervormen. De wet voorzag in een bezuiniging van 10% op de beurzen, en verhoogde de vereiste testscores om een beurs te verkrijgen; dit zou de staat 300 miljoen dollar besparen. Collins betoogde dat het programma niet te handhaven zou zijn zonder de bezuiniging. In 2012 steunde hij de wijziging van de grondwet van Georgia om een commissie op te richten die charter-scholen goedkeurt en uitbreidt.
Collins onderschrijft de doodstraf en stemde ervoor in dat jury's de doodstraf mogen opleggen, zelfs als er geen unaniem oordeel is, mits de gedaagde ten minste één 'wettelijke verzwarende omstandigheid' heeft begaan. Hij is tegen medische bijstand bij zelfdoding en stemde ervoor om er een misdrijf van te maken voor iedereen die "willens en wetens" iemand bijstaat in een zelfdoding. Collins stemde ook voor aanvullende eisen voor het plegen van een abortus. Hij stemde ook voor de wet van Georgia om abortussen na de twintigste week te verbieden, een van de meest beperkende vroege abortusverboden in het land.
In 2012 ondertekende Collins een belofte gesponsord door de libertarische/conservatieve lobbybeweging "Americans for Prosperity", waarin werd beloofd te stemmen tegen alle wetgeving omtrent opwarming van de aarde die belastingen zou verhogen.
Collins ondersteunde Donald Trump's uitvoeringsbevel uit 2017 om een tijdelijk verbod op de toegang tot de Verenigde Staten op te leggen aan de burgers van zeven moslimmeerderheid-landen.

### Commissies
In de zittingsperiode 2011-2012 was Collins een van de drie administratieve leiders voor Nathan Deal, de gouverneur van Georgia. Collins diende in de commissies:
- House Appropriations (secretaris)
- Judiciary Non-Civil (Niet-civiele rechterlijke macht)
- Public Safety & Homeland Security (Openbare veiligheid en binnenlandse veiligheid)
- Health & Human Services (Gezondheid en menselijke dienstverlening)
- Defense and Veterans Affairs (Defensie en veteranenzaken)

## Amerikaans Huis van Afgevaardigden

### Verkiezingen van 2012
In 2012 stelde Collins zich kandidaat in het (nieuw ingetekende) 9e congresdistrict (zijn voorganger Tom Graves koos ervoor zich kandidaat te stellen in het nieuw gecreëerde 14e district, waar hij woonde). Collins had tegenkandidaten in de lokale media-persoonlijkheid Martha Zoller en het gepensioneerde schoolhoofd Roger Fitzpatrick in de Republikeinse voorverkiezingen. Het 9e is het meest republikeinse district in de oostelijke tijdzone, met een Cook Partisan Voting Index van R+27. Het was duidelijk dat wie de Republikeinse voorverkiezingen zou winnen, de volgende vertegenwoordiger van het district in het Huis zou worden.
Collins eindigde als eerste in de voorverkiezingen met 42 procent van het totaal, maar met slechts 700 stemmen voorsprong op Zoller. Omdat geen van beide een meerderheid had, werd op 21 augustus 2012 een tweede ronde gehouden en versloeg Collins Zoller in die wedstrijd met 55 tegen 45 procent. In de algemene verkiezingen versloeg hij Democraat Jody Cooley met 76 tegen 24 procent.

### Verkiezingen van 2018
Nadat hij tijdens de verkiezingen van 2016 geen tegenkandidaat had, werd Collins in 2018 uitgedaagd door de Democraat Josh McCall. Collins versloeg McCall met 79,6% van de stemmen.

### Commissieopdrachten

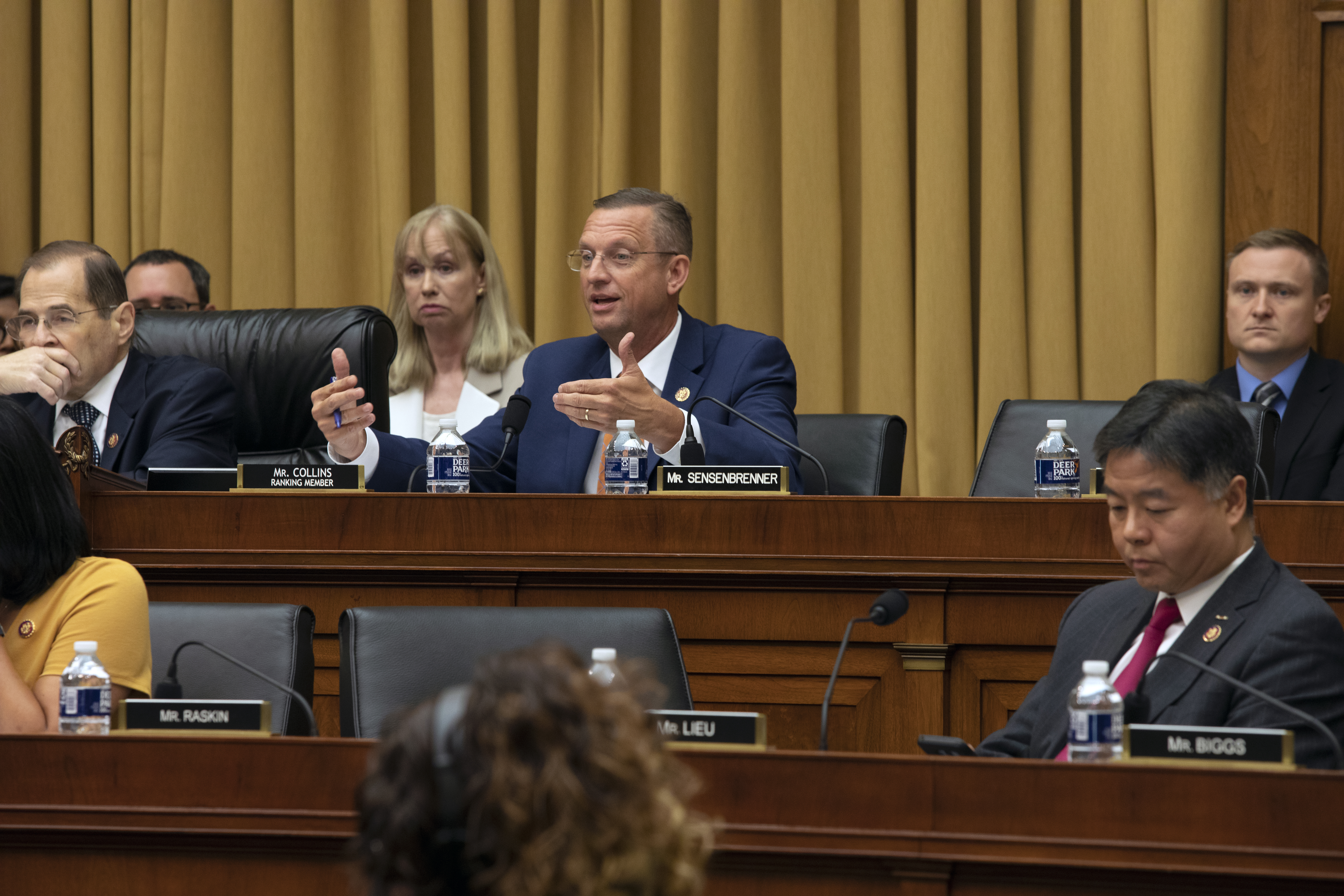
Collins spreekt in 2019 als minderheidsvertegenwoordiger van het House Judiciary Committee

- Committee on Rules (Huiscommissie voor regels)
- Committee on the Judiciary (Huiscommissie voor justitie)
  - Subcommittee on Courts, Intellectual Property and the Internet (Ondercommissie voor rechtbanken, intellectueel eigendom en het internet)
  - Subcommittee on Regulatory Reform, Commercial and Antitrust Law (Ondercommissie voor hervorming van regelgeving, handels- en antitrustwetgeving)
- Committee on Oversight and Government Reform (Huiscommissie voor Toezicht en Overheidshervorming)
  - Subcommittee on Federal Workforce, U.S. Postal Service and the Census (Ondercommissie voor federaal werknemers, de postdienst en de volkstelling)
  - Subcommittee on Economic Growth, Job Creation and Regulatory Affairs (Ondercommissie voor Economische Groei, Werkgelegenheid en Regelgeving)

### Caucus-lidmaatschappen
- U.S.-Japan Caucus[28]

## Politieke standpunten

### Gezondheidszorg
Collins ondersteunt de intrekking van de Affordable Care Act ("Obamacare"). Hij noemde het een "experiment [dat] Amerika bleef tekortschieten" en "kostbaar voor mijn buren." Collins zei dat de passage van de Tax Cuts and Jobs Act van 2017 er niet toe zou leiden dat iemand de gezondheidsdekking verliest.

### Donald Trump
Collins sprak zich niet publiekelijk uit over beschuldigingen van seksueel wangedrag tegen Donald Trump na de vrijgave van de Access Hollywood-tape.

### Verkiezingsinmenging
In zijn openingsverklaring bij de getuigenis van Robert Mueller aan het Congres op 24 juli 2019 stelde Collins: 'We moeten... ervoor zorgen dat de inlichtingen- en handhavingsbevoegdheden van de overheid nooit meer worden gebruikt tegen een particulier burger of een politieke kandidaat als gevolg van de politieke voorkeuren... Als we iets leren van vandaag, moet het zijn dat we onze waakzaamheid tegen buitenlandse inmenging bij verkiezingen vergroten, terwijl we ervoor zorgen dat onze overheidsfunctionarissen hun macht niet inzetten tegen de grondwettelijke rechten die aan elke Amerikaanse burger worden gegarandeerd.” Hoorzittingen over de afzettingsprocedure van Trump onthulden dat Trump de levering van gemandateerde hulp aan Oekraïne heeft opgehouden om Oekraïne onder druk te zetten zijn politieke rivaal te onderzoeken. Op 31 oktober 2019 en bij andere gelegenheden herhaalde Collins dat hij de hoorzittingen een schijnvertoning vond.

### Lobbygroepratings
Collins heeft een "A"-beoordeling van de National Rifle Association Political Victory Fund, die voor wapenbezit strijdt.
Collins heeft een "F"-beoordeling van de Nationale Organisatie voor de hervorming van marihuanawetten (NORML) vanwege zijn stemgedrag met betrekking tot aan cannabis-gerelateerde zaken.

### Burgerrechten
Collins heeft een wetsvoorstel gesponsord om de Freedom Riders de Congressional Gold Medal te geven.
Collins verzet zich tegen het homohuwelijk. Hij was mede-sponsor van wetgeving hieromtrent.
Collins verzet zich ook tegen de Equality Act, een wetsvoorstel dat de federale Civil Rights Act van 1964 zou uitbreiden om discriminatie op basis van seksuele geaardheid en genderidentiteit te verbieden. Hij stemde tegen het wetsvoorstel in 2019.

### Religieuze rechten
Collins heeft brieven geschreven ter verdediging van aalmoezenier Wes Modder, die de marine probeerde te ontslaan nadat hij naar verluidt tegen studenten had getierd bij het Naval Nuclear Power Training Command (waar hij was gestationeerd) die naar hem waren gegaan voor begeleiding. Modder zou naar verluidt anti-homoseksuele opmerkingen hebben gemaakt en studenten hebben uitgescholden omdat ze seks hadden voor het huwelijk.

### Vrouwenrechten
Collins stemde tegen de 2013 Violence Against Women Act omdat deze de oorspronkelijke wet wilde uitbreiden tot paren van hetzelfde geslacht en buitenlandse slachtoffers die illegaal in het land verblijven toestaan om tijdelijke visa te claimen, ook bekend als U-visa.

## Privéleven
Collins huwde zijn vrouw, Lisa, in 1988. Ze is een leerkracht van de vijfde klas op Mount Vernon Elementary School in Gainesville, Georgia, waar het echtpaar woont met hun drie kinderen, Jordan, Copelan en Cameron, van wie er één spina bifida heeft. Collins is een praktiserende Southern Baptist (Zuidelijk Doopsgezinde) en bezoekt de Lakewood Baptist Church.
- Biographical Directory of the United States Congress: C001093
- Virtual International Authority File: 105962150